# Carl Seibels
Carl Seibels, auch Karl Seibels (* 1844 in Köln; † Juli 1877 auf Capri oder in Neapel), war ein deutscher Maler des Biedermeier.

## Leben
Seibels machte eine Kaufmannslehre und arbeitete zunächst als Walzengraveur. Mit 17 Jahren begann er das Kunststudium an der Düsseldorfer Kunstakademie und wurde 1863 Schüler in der Landschaftsklasse von Oswald Achenbach. Er reiste 1867 mit Theodor Hagen nach Paris und nahm Eindrücke der Freiluftmalerei der Schule von Barbizon, besonders von Constant Troyon, auf und wurde damit ein deutscher Vertreter der Paysage intime. Von 1869 bis 1875 war er Mitglied in der Künstlervereinigung Malkasten. Sein Motiv „Landschaftsbilder mit Tieren“ wandelte sich im Laufe der Zeit zum „Tierbild in der Landschaft“. 1874 weilte er mit Gregor von Bochmann in den Niederlanden bei Anton Mauve. Seine Krankheit ließ ihn warme Gefilde suchen, die aber seiner Gesundheit auch nicht zuträglich waren.

## Werke (Auswahl)

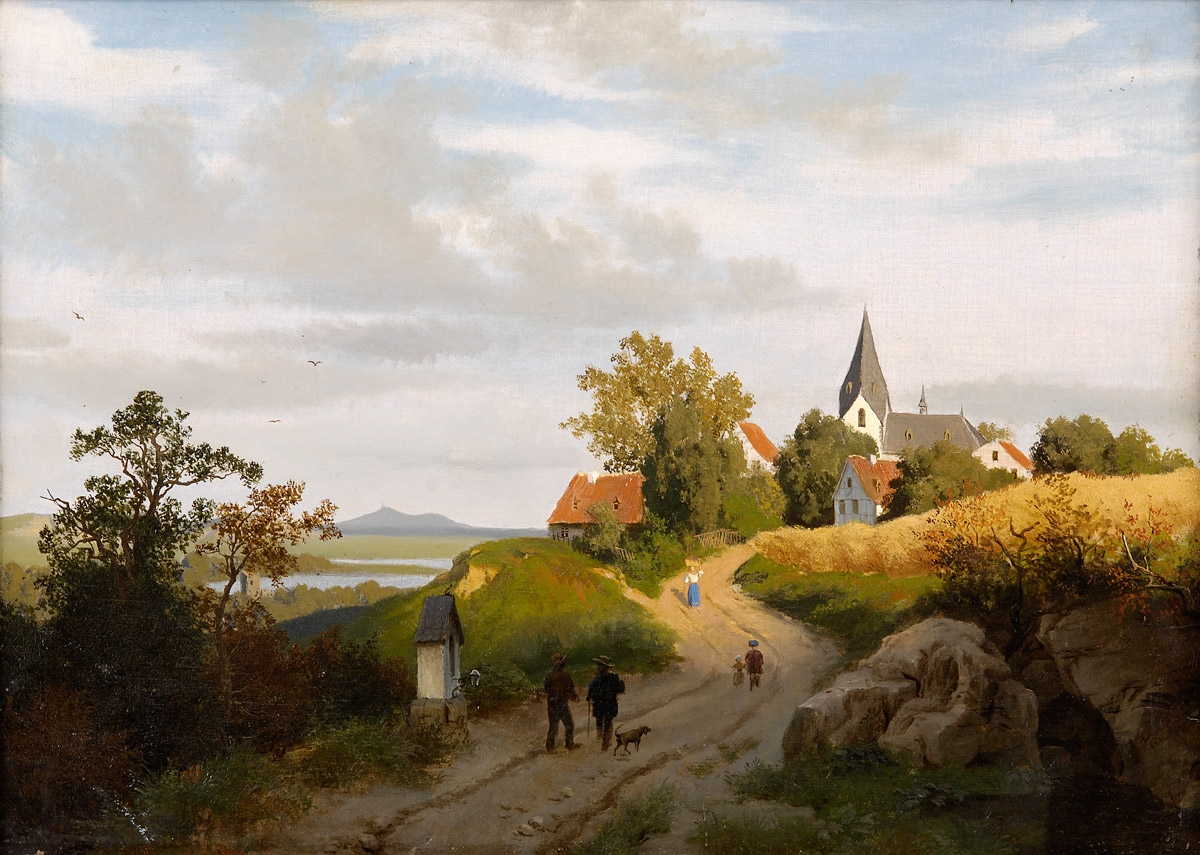
Rheinische Dorfansicht im Sommer

- 1866 Frühlingsmorgen. Dorflandschaft mit Vieh. – Hamburger Kunsthalle Vermächtnis der Frau Joh. Wilh. Mönck (geborene Rüssmann)
- Schweizer Dorf. Weltausstellung Paris 1867
- Landschaft mit Schafherde. Kunstausstellung 1867 in Dresden und 1878 in Berlin
- Niederrheinische Landschaft. Kühe an einem Weiher, der von Bäumen umgeben ist, Galerie zu Schwerin
- Landschaft mit Kühen, Sommerabend. Kunstausstellung 1870 in Berlin
- Südholländische Landschaft mit Kühen.
- Holländische Frühlingslandschaft mit Kühen. Kunstausstellung 1872 in Berlin
- Italienische Landschaft, Motiv von Capri. Kunstausstellung 1874 in Berlin

Die Berliner Nationalgalerie kaufte vom Bruder Wilhelm Seibels das Bild „Die Schafherde“. Das Kunstmuseum Düsseldorf hat einen größeren Bestand an Gemälden, Studien und Skizzen. Aus Seibels nicht sehr umfangreichen Gesamtwerk befinden sich außerdem Werke in den öffentlichen Galerien von Bremen, Essen, Köln und Wuppertal.